# الجامعة التونسية للرياضات الجوية والأنشطة التابعة
الجامعة التونسية للرياضات الجوية والأنشطة التابعة (بالفرنسية: Federation Tunisienne Des Sports Aeronautiques Et Les Activites Associees)‏ هي جامعة رياضية تونسية تأسست في 5 أوت 2015، تشرف على الرياضات الهوائية في تونس.

## أهداف
تهدف الجامعة إلى:
- تنظيم وتطوير ومراقبة ممارسة الرياضات الهوائية بمختلف أشكالها على التراب التونسي.
- إدارة وتنسيق أنشطة الجمعيات التي تضم الأعضاء الممارسين للرياضات الهوائية بمختلف أشكالها.
- الدفاع عن مصالح رياضة وسياحة الرياضات الهوائية في تونس.

## المسيرون
- الرئيس: ماهر العطّار
- نائب الرئيس:
- أمين مال:
- الأعضاء:
- الأمين العام:

## عضوية
وهي عضو بالاتحاد الدولي للرياضات الهوائية.

## مقالات ذات صلة
- رياضة هوائية

## وصلة خارجية
- الموقع الرسمي للجامعة التونسية للرياضات الجوية والأنشطة التابعة.